# Varsity Blues
Varsity Blues er en amerikansk high school-football dramafilm fra 1999 instrueret og produceret af Brian Robbins.

## Medvirkende
- James Van Der Beek som Jonathon Moxon
- Amy Smart som Jules Harbor
- Jon Voight som Coach Bud Kilmer
- Paul Walker som Lance Harbor
- Ron Lester som Billy Bob
- Scott Caan som Charlie Tweeder
- Richard Lineback som Joe Harbor
- Ali Larter som Darcy Sears
- Eliel Swinton som Wendell Brown
- Thomas F. Duffy som Sam Moxon

## Ekstern henvisning
- Varsity Blues på Internet Movie Database (engelsk)
- Varsity Blues på Filmdatabasen
- Varsity Blues på Scope
- Varsity Blues i Svensk Filmdatabas (svensk)
- Varsity Blues på AlloCiné (fransk)
- Varsity Blues på MovieMeter (nederlandsk)
- Varsity Blues på AllMovie (engelsk)
- Varsity Blues hos American Film Institute (engelsk)
- Varsity Blues på Turner Classic Movies (engelsk)
- Varsity Blues på The Movie Database (engelsk)